# Eliel Chrystian Pereira Silva
Eliel Chrystian Pereira Silva (Brasilândia de Minas, 26 gennaio 2003) è un calciatore brasiliano, attaccante del Paysandu in prestito dal Cuiabá.

## Caratteristiche tecniche
Gioca come ala sinistra.

## Carriera
Eliel è cresciuto nel settore giovanile del Ponte Preta, con cui ha debuttato il 21 luglio 2022 nell'incontro di Série B vinto 1-0 contro il Náutico proprio grazie ad una sua rete. Il 26 agosto ha firmato il sul primo contratto professionistico valido fino al 2025 ed a partire dalla stagione successiva è stato promosso definitivamente in prima squadra.
Nel dicembre del 2023 ha rescisso il contratto di comune accordo con il club ed il 16 gennaio 2024 ha firmato con il Cuiabá.

## Statistiche

### Presenze e reti nei club
Statistiche aggiornate al 14 giugno 2024.
| Stagione        | Squadra         | Campionato      | Campionato | Campionato | Coppe nazionali | Coppe nazionali | Coppe nazionali | Coppe continentali | Coppe continentali | Coppe continentali | Altre coppe | Altre coppe | Altre coppe | Totale | Totale | Totale |
| Stagione        | Squadra         | Comp            | Pres       | Reti       | Comp            | Pres            | Reti            | Comp               | Pres               | Reti               | Comp        | Pres        | Reti        | Pres   | Reti   |        |
| --------------- | --------------- | --------------- | ---------- | ---------- | --------------- | --------------- | --------------- | ------------------ | ------------------ | ------------------ | ----------- | ----------- | ----------- | ------ | ------ | ------ |
| 2022            | Ponte Preta     | A1/SP+B         | 0+4        | 0          | CB              | 0               | 0               |                    | -                  | -                  |             | -           | -           | 4      | 0      |        |
| 2023            | Ponte Preta     | A2/SP+B         | 14+31      | 3+4        | CB              | 2               | 0               |                    | -                  | -                  |             | -           | -           | 47     | 7      |        |
| 2024            | Cuiabá          | PD/MT+A         | 9+5        | 3+0        | CB              | 3               | 0               | CS                 | 3                  | 0                  | CV          | 3           | 1           | 23     | 4      |        |
| Totale carriera | Totale carriera | Totale carriera | 54         | 8          |                 | 3               | 0               |                    | 3                  | 0                  |             | 3           | 1           | 63     | 9      |        |

## Palmarès

### Club

#### Competizioni statali
- Campeonato Paulista Série A2: 1

Ponte Preta: 2023
- Campionato Matogrossense: 1

Cuiabá: 2024